# 藤原元方
藤原 元方（ふじわら の もとかた）は、平安時代中期の公卿。藤原南家、参議・藤原菅根の次男。官位は正三位・大納言。

## 経歴
延喜6年（906年）17歳にして文章得業生となる。越前大掾・式部丞を経て延喜17年（917年）従五位下・刑部少輔に叙任される。延喜18年（918年）権右少弁兼侍従に任ぜられると、延喜22年（922年）従五位上・右少弁、延喜23年（923年）左少弁と弁官を務めながら昇進する。醍醐朝末には延長6年（928年）正五位下、延長7年（929年）従四位下と昇進すると共に、学者として皇太子・寛明親王の東宮学士や式部権大輔を務めた。
延長8年（930年）寛明親王の即位（朱雀天皇）に伴い、東宮学士を務めた功労として正四位下に昇叙。式部大輔を経て、天慶2年（939年）参議に任ぜられて公卿に列した。議政官として左大弁を兼ね、天慶5年（942年）従三位・中納言に昇任している。
娘の祐姫が村上天皇の更衣となり、天暦4年（950年）に第一皇子・広平親王を生んだことから重用され、天暦5年（951年）には正三位・大納言に進み、左右大臣に並んでいた藤原実頼・師輔兄弟、その従兄弟の大納言・藤原顕忠に次ぐ地位に昇る。しかし、広平親王と同い年で、藤原師輔の娘である中宮・安子所生の第二皇子・憲平親王（冷泉天皇）が、師輔の権勢により生後2ヶ月で皇太子に立てられ、広平親王の将来は閉ざされた。このことに対し元方は深く失望し、その余り病を得て悶死したとされる。時に天暦7年（953年）3月21日。享年66。最終官位は大納言正三位兼民部卿。
後代、元方は怨霊となって師輔や冷泉天皇、さらにはその子孫にまで祟ったと噂された。とりわけ、冷泉天皇の精神病や三条天皇の眼病の際には、その影響が人々に意識されたという。

## 逸話
天慶2年（939年）に発生した天慶の乱の際には、平将門を追討する征東大将軍の候補に挙がった。しかし、「大将軍となるからには国家にどんなことでも聞き入れられるであろう。ついては貞信公（藤原忠平）の子息の一人（大納言・藤原実頼、権中納言・藤原師輔ら）を副将軍に任命していただきたい」と無理な主張を展開して、そのことが原因で候補から外されたという。結局、征東大将軍には藤原忠文が任命された。元方が師輔らの一族に抱いていた対抗心の一端をうかがわせる逸話である。
また、村上天皇の庚申待ちの際には、参内した貴族らが双六で夜を明かすとき、師輔が「このはらまれ給へるみこ（師輔の娘の中宮安子の懐妊中の御子が）、男におはしますべくは、重六出でこ」と言ってサイコロを振ると見事に六の目が並び、居合わせた人々は驚き師輔を褒め称える一方で、元方は青ざめ、この時の衝撃が元方をして怨霊たらしめたという。これもまた元方が師輔ら一族への対抗心をあらわした逸話である。

## 官歴
『公卿補任』による。
- 延喜6年（906年） 日付不詳：文章得業生
- 延喜8年（908年） 正月：越前大掾
- 延喜13年（913年） 正月28日[3]：式部少丞
- 延喜15年（915年） 正月12日：式部大丞
- 延喜17年（917年） 正月7日：従五位下（策）。正月29日：刑部少輔。8月28日：昇殿
- 延喜18年（918年） 正月13日：権右少弁。9月9日：次侍従
- 延喜22年（922年） 正月7日：従五位上。正月30日：右少弁
- 延喜23年（923年） 正月13日[4]：左少弁。4月26日：兼中宮亮（中宮・藤原穏子）
- 延長6年（928年） 正月7日：正五位下
- 延長7年（929年） 正月7日：従四位下。正月29日：兼左京大夫。9月23日：東宮学士（春宮・寛明親王）、去左京大夫。11月16日：式部権大輔。11月21日：正四位下（前坊学士）
- 承平2年（932年） 8月20日：式部大輔
- 天慶2年（939年） 8月27日：参議
- 天慶3年（940年） 3月25日：兼左大弁、兼讃岐権守
- 天慶5年（942年） 3月29日：中納言、従三位（大弁労）
- 天暦元年（947年） 8月5日：兼民部卿
- 天暦5年（951年） 正月7日：正三位。正月30日：大納言、民部卿如元
- 天暦7年（953年） 3月21日：薨去（大納言正三位兼民部卿）

## 系譜
- 父：藤原菅根
- 母：藤原氏江の娘（藤原式家）
- 妻：藤原賀備能の娘
  - 男子：藤原致忠
- 妻：橘良殖の娘
  - 男子：藤原陳忠
  - 男子：藤原由忠
- 妻：藤原道明の娘
  - 男子：藤原克忠（?-958）
  - 男子：藤原懐忠（935-1020）
- 生母不詳の子女
  - 男子：藤原尚忠
  - 男子：藤原全忠
  - 男子：藤原則忠
  - 男子：元方[5]（?-?）
  - 女子：藤原祐姫 - 村上天皇更衣